# Acrolophus diversus
Acrolophus diversus är en fjärilsart som beskrevs av August Busck 1912. Acrolophus diversus ingår i släktet Acrolophus och familjen Acrolophidae. Inga underarter finns listade i Catalogue of Life.